# Polygonum urumqiense
Polygonum urumqiense är en slideväxtart som beskrevs av F.Z.Li, Y.T.Hou & F.J.Lu. Polygonum urumqiense ingår i släktet trampörter, och familjen slideväxter. Inga underarter finns listade i Catalogue of Life.